# آقای باغ‌وحش: وی‌آی‌پی گمشده
آقای باغ‌وحش: وی‌آی‌پی گمشده (انگلیسی: Mr. Zoo: The Missing VIP; کره‌ای: 미스터 주: 사라진 VIP) یک فیلم کمدی درام سال ۲۰۲۰ کره جنوبی به کارگردانی کیم ته یون و با بازی لی سونگ مین، کیم سو هیونگ، به جونگ نام و شین ها کیون است و در ۲۲ ژانویه ۲۰۲۰ منتشر شد.

## بازیگران

### اصلی
- لی سونگ مین در نقش جو ته جو[۴]
- کیم سو هیونگ در نقش مین سو هی[۵]
- به جونگ مان در نقش مان شیک
- شین ها کیون در نقش علی، یک سگ ژرمن شپرد (صدا)